# Gotthárd-bázisalagút

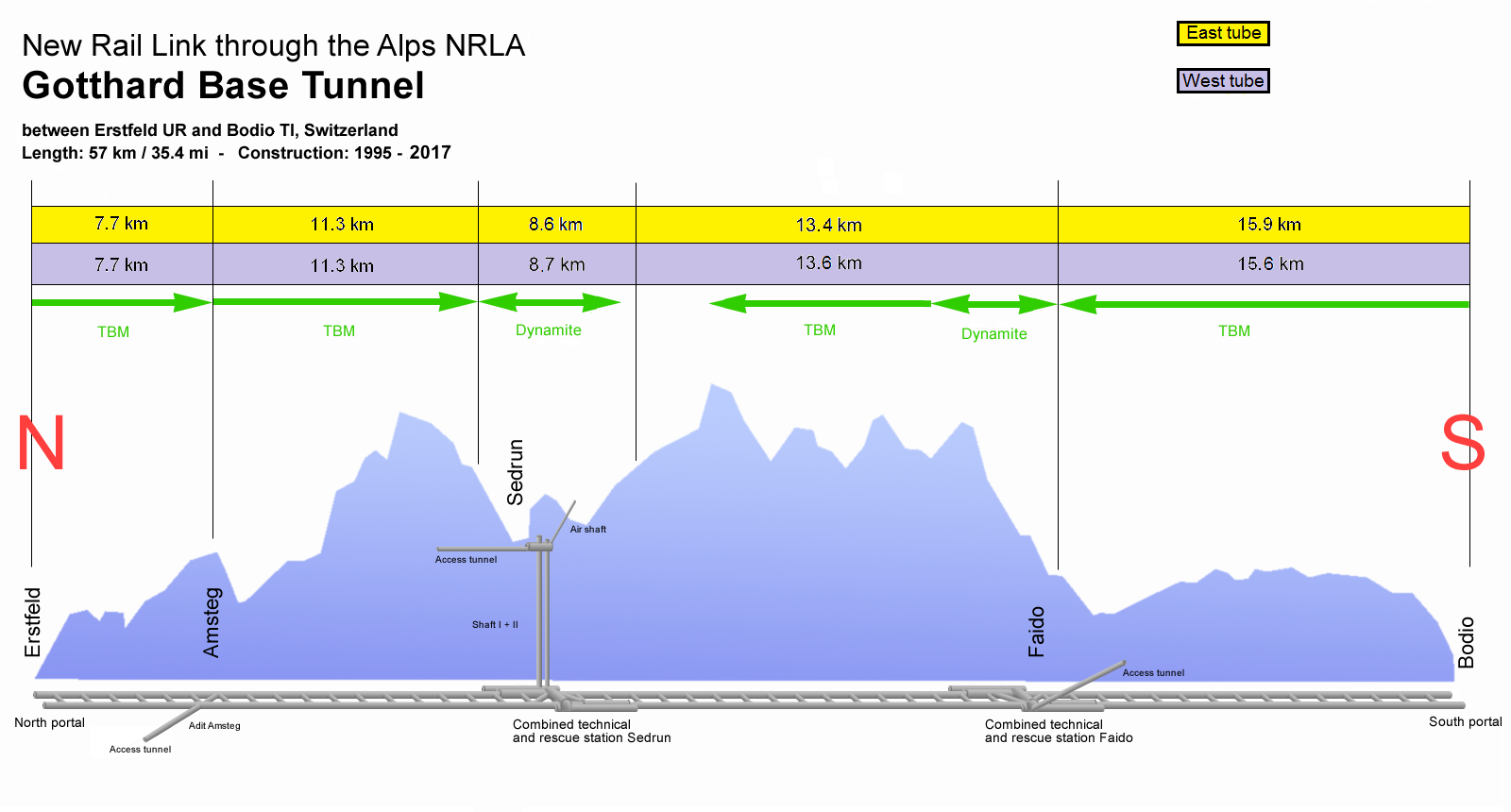
A Gotthárd-bázisalagút keresztmetszete

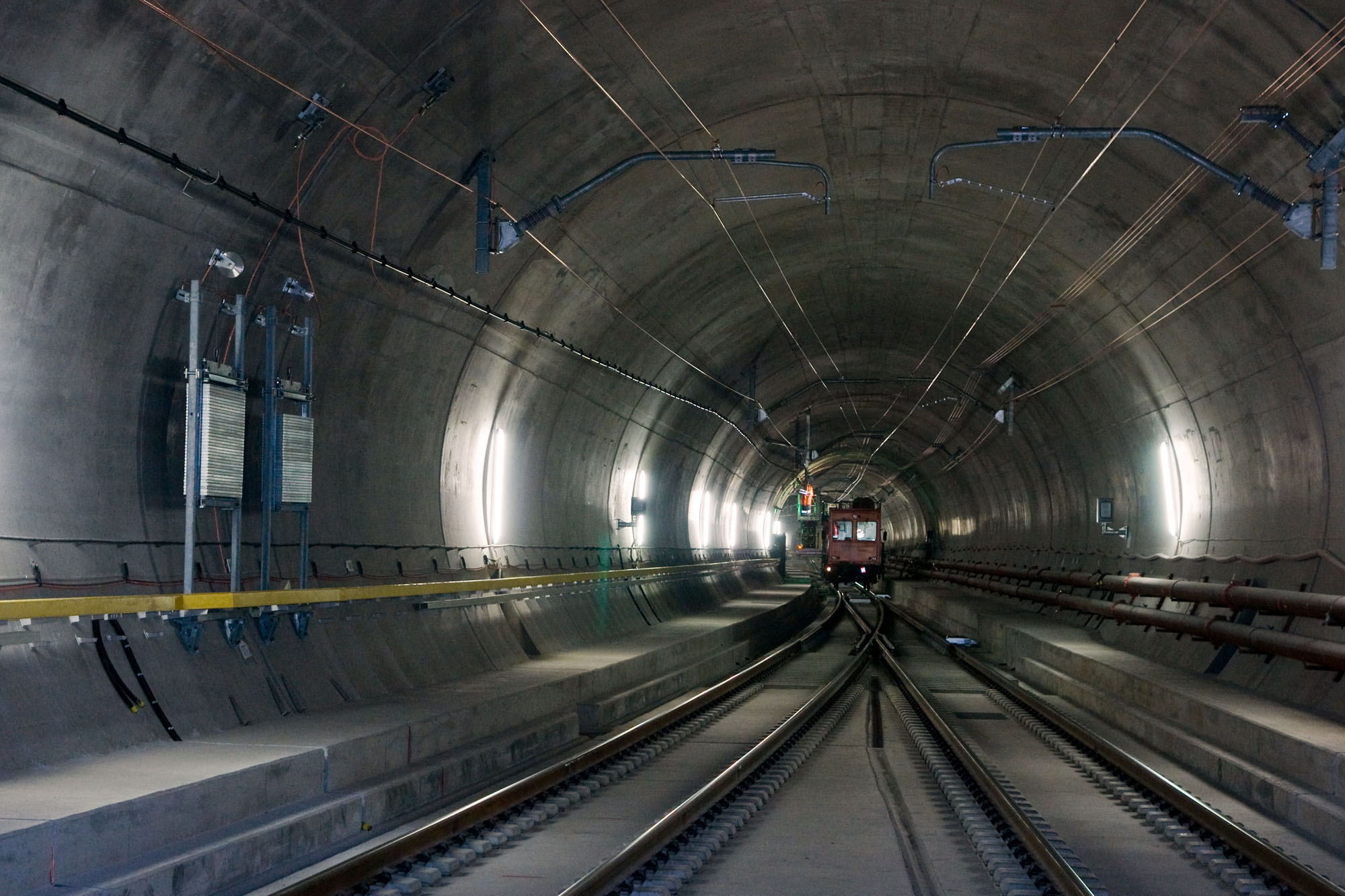
A Gotthárd-bázisalagútban a Faido kitérőnél

A Gotthárd-bázisalagutat a svájci Alpokban 17 évi építkezés után 2016. június 1-én nyitották meg. Teljes hossza 57 km, amivel 2016-ban a világ leghosszabb vasúti alagútja. Megépítésével az utazási idő jelentősen lerövidült. Korábban 3 óra 40 perc alatt érkeztek a vonatok Zürichből Milánóba. Ez az időtartam 2 óra 40 percre csökkent az új vonal teljes kiépítésével, amelyből mintegy 20 millió ember profitálhat. Az AlpTransit teljes szakaszán három alagút megépítésére van szükség.
Az elsőt, amelyet Zürich és Litti között terveztek 20 km hosszban megépíteni, végül két szakaszra osztották. Az első szakaszt Zürich és Thalwil között már 2000-ben átadták a forgalomnak. A Zimmerberg-bázisalagút teljes kiépítésére később kerül majd sor.
A második alagút a Gotthárd-bázisalagút, aminek első terveit már 1947-ben papírra vetették. Mivel az alagút különböző kőzetek és talajviszonyok között halad, és közepe táján mintegy 2000 m szikla magasodik fölé, nagyon gondos előkészítő munkára volt szükség. A Szövetségi Tanács 1995-ben hagyta jóvá a Gotthard-bázisalagút két egyvágányú alagútra kidolgozott előterveit: kereken 40 m távolságra épültek meg egymástól, amelyet 325 méterenként kötöttek össze. Irányváltásra, azaz a vonatoknak egyik alagútból a másikba való áthaladására két helyen: Sedrun és Faido közelében van lehetőség. Ugyanitt vannak elhelyezve a szellőztetőrendszerek, az egyéb műszaki helyiségek, valamint a biztonsági és kapcsolóberendezések is. Ugyancsak Sedrun és Faido körzetében épült ki két-két vészmegállóhely is, biztonsági okokból páronként egymással, a két alagúttól függetlenül összekötve.
A harmadik alagút Lugano és Bellinzona között fog megépülni 15 km hosszban. A közepe táján, Sigirinónál 1997 és 2000 között már készítettek egy 3,1 km hosszú feltáró alagutat a geológiai viszonyok feltérképezése érdekében. A Ceneri-bázisalagút átadása többszöri módosítás után végül 2020 szeptemberében történt meg.

## Története
Az infrastruktúra-fejlesztés összköltsége körülbelül 19,1 Mrd CHF (kb. 4500 Mrd Ft) volt. A projekt finanszírozása is egyedülálló, hiszen a teljes építési költséget adóbevételekből fedezték, amelyet az  1998-as népszavazáson a svájci állampolgárok kétharmada támogatott.
2003-ban kezdték meg az új vasúti alagút építését és 2016. június 1-jén át is adták a világ leghosszabb vasúti alagútját, a maga 57 km-es hosszával. A nyugati alagút 56 ezer 978 m, a keleti 57 ezer 91 méter hosszú. Az alagút Bodiót köti össze Erstfelddel, és 1 órával rövidíti le a Zürich és Milánó közti menetidőt. Az alagút mindössze 500–550 m-es magasságban halad, két párhuzamos, 9 méteres átmérőjű járatban, ívelt formában. A kemény kőzetszakaszokon (gneisz, gránit) modern alagútfúró-gépekkel dolgoznak (TBM), a puha kőzetek (fillit, pala) esetében a hagyományos robbantásos eljárást alkalmazták. Az alagútfúrással 2010. október 15-én, 14 óra 17 perckor végeztek, a tervezett 2011 nyara helyett.
A környező települések zajvédelme érdekében ideiglenes zajvédelmi töltéseket építettek. A projekt befejezése után minden igénybe vett területet helyreállítanak. Az alagútfúrás során kitermelt kőanyagot (13 300 000 m3) a törés és osztályozás után 100%-ig felhasználták, mégpedig a Gotthárd-alagút és a kapcsolódó infrastrukturális létesítmények kialakításánál 22%-át beton adalékanyagnak, 24%-át rekultivációs töltőanyagnak. A fennmaradó mintegy fele mennyiséget a beruházáson kívül értékesítették, 4%-ot építési anyagnak, 49%-ot rekultivációs töltőanyagnak, 1%-ot földfeltöltésnek. A rekultivációs töltőanyag egy részét a szomszédos völgyben, Biascában kialakított depóniába szállították. A szállítást egyedi módon úgy oldották meg, hogy fúrtak egy 3,1 km-es alagutat, amelyben szállítószalagon juttatták el a követ a depónia közelébe. A depóniát füvesítéssel és gyümölcsfák ültetésével adták vissza a természetnek.

## Műszaki jellemzők
- Hossz: 56 978 m (nyugati alagút) 57 091 m (keleti alagút)
- A vonal teljes hossza: 153,4 km
- Építkezés kezdete: 1993 (próbafúrások), 1996 (előkészületek), 2003 (fúrás)
- Építkezés vége: 2016 – 2017
- Megbízás: 2015
- Teljes költség: 8,035 milliárd svájci frank (6,428 milliárd USA dollár)
- Vonat/nap: 200-250 db
- Kiásott szikla mennyisége: 24 millió tonna (13,3 millió m³, megfelel 5 gízai nagy piramisnak)
- Fúrópajzsok száma: 4 (2 délnek tart Amstegból Sedrunba, 2 északra halad Bodióból Faidóba és Sedrunba, Erstfeldből Amstegbe szintén fúrópajzzsal lesz megépítve)
  - Teljes hossz: 440 m (kiszolgáló felszereléssel)
  - Tömeg: 2700 tonna
  - Teljesítmény: 5 MW
  - Max. előrehaladás egy nap alatt: 25–30 m (kiváló feltételek mellett)
  - Fúrópajzs által kifúrt alagút: kb. 45 km
  - Gyártó: Herrenknecht AG, Schwanau, Németország

## Az építkezés
Az új Gotthard vasúti alagút építését – annak nagyságrendje miatt – természetesen több, összesen öt építési szakaszra osztották, amelyet különböző vállalkozói konzorciumok valósítanak meg. Zürich irányából a szakaszok rendre: Erstfeld 7,4 km, Amsteg 11,4 km, Sedrun 6,2 km, Faido 15,1 km és végül Bodio 16,6 km, azaz összesen 56,7 km. Az építés során beépítenek majd összesen 1 045 000 tonna cementet és 2 739 000 m³ betont. Az építési költségek mintegy 3 830 000 000 svájci frankra (CHF) rúgnak.
A beépítendő monolit- és lőttbetonokkal szemben több szigorú feltételt írtak elő
- 100%-ban zúzott, a hagyományos alagúthajtás és a fúrópajzs által kitermelt anyagot kell adalékanyagként alkalmazni, amelyet a megrendelő biztosít.
- Számolni kell a betont károsító, agresszív, illetve magas szulfáttartalmú és/vagy lágyvizek előfordulásának valószínűségével.
- Magas léghőmérséklet és alapfelületi hőmérséklet várható 30 °C és 45 °C között.
- Több mint 20 km szállítási távolsággal kell számolni.

A betonokat 1992–1994 között átfogó, teljes körű tesztprogram keretében vizsgálták előzetesen a Sika cég részvételével, melynek során közreműködtek a cég szakértői és laboratóriumai is. 1995-től 1997-ig munkahelyi vizsgálatok elvégzésére került sor az „Adler”-alagút (Basel) építési helyszínén. 1997–1999 között történtek meg az előminősítések a Hagerbach-tesztalagútban (Sargans). Monolit betonokra a bedolgozhatósági időtartamot több mint 8 órában határozták meg 100 méterre történő szivattyúzhatóság követelménye mellett. Ugyanezt írták elő lőttbetonokra is azzal a különbséggel, hogy ebben az esetben csak 80 méterre kellett szivattyúzni a betont. Mindkét betonfajta esetében a feladat volt a beton beállítási/eltarthatósági lehetőségének megkönnyítése 4 óra elteltével víz vagy adalékszer hozzáadásával. A különféle adalékszerekre szintén előminősítési rendszert írtak elő.

## A bázisalagút készültségi szintje
| Év   | Hónap         | Készültség eddig | A 153,4 km %-ában |
| ---- | ------------- | ---------------- | ----------------- |
| 2004 | július        | 52,34 km         | 34,1%             |
| 2005 | június        | 74,59 km         | 48,6%             |
| 2006 | június        | 94,10 km         | 61,3%             |
| 2006 | július        | 96,06 km         | 62,5%             |
| 2007 | május         | 103,315 km       | 67,4%             |
| 2007 | június        | 103,67 km        | 67,6%             |
| 2007 | szeptember    | 104,7 km         | 68,2%             |
| 2008 | január        | 106,83 km        | 69,6%             |
| 2008 | március       | 108,02 km        | 70,4%             |
| 2008 | április       | 109 km           | 71%               |
| 2008 | július        | 113,2 km         | 73,8%             |
| 2008 | augusztus     | 115,2 km         | 75,1%             |
| 2008 | október       | 118,4 km         | 77,2%             |
| 2009 | január        | 124 km           | 80,8%             |
| 2009 | március       | 127,3 km         | 83%               |
| 2009 | május         | 131 km           | 85%               |
| 2010 | január 1.     | 141,82 km        | 93,4%             |
| 2010 | február 1.    | 142,48 km        | 93,84%            |
| 2010 | március 1.    | 143,80 km        | 94,7%             |
| 2010 | április 1.    | 144,80 km        | 95,4%             |
| 2010 | május 1.      | 145,40 km        | 95,8%             |
| 2010 | június 1.     | 146,10 km        | 96,2%             |
| 2010 | július 1.     | 146,60 km        | 96,6%             |
| 2010 | augusztus 1.  | 147,33 km        | 97,0%             |
| 2010 | szeptember 1. | 147,98 km        | 97,5%             |
| 2010 | október 1.    | 149,1 km         | 98,2%             |
| 2010 | október 15.   | 153,4 km         | 100%              |

## Baleset
2023. augusztus 10-én egy észak felé tartó tehervonat kisiklott az alagútban, ami miatt az alagutat le kellett zárni. Az alagútban közlekedő vonatokat törölték, vagy a "panorámaútvonalra" irányították át, ami körülbelül egy órával meghosszabbította a menetidőt. Az SBB sajtótájékoztatója szerint az alagútban mintegy 8 kilométernyi vágány, 20 000 betonalj és egy sávváltó kapu sérült meg súlyosan. A kapu a két alagútcső szétválasztásához szükséges, ezért a második alagútban kezdetben nem lehetett vonatokat közlekedtetni. Amikor az incidens először történt, a hatóságok közölték, hogy az alagút legalább 6 napig zárva lesz, de később bejelentették, hogy a személyvonatok több hónapig nem használhatják az alagutat. A tehervonatok augusztus 23-tól használhatják a keleti alagutat, mivel egy ideiglenes karbantartó kapu váltja fel a sérültet.
A svájci Közlekedésbiztonsági Vizsgálóbizottság (STSB) szakértőit a helyszínre küldték, hogy megőrizzék és dokumentálják a baleset bizonyítékait. A nyomozók a baleset helyszíne előtt több kilométerrel kerékdarabokat és kisiklásra utaló jeleket találtak. Faido állomáson egy halom kisiklott vagonra bukkantak. Az STSB feladata a balesetek okainak megállapítása a biztonság biztosítása vagy javítása érdekében, nem pedig a bűnösség vagy a felelősség megállapítása. Az STSB úgy véli, hogy a kisiklást valószínűleg az alagútban lévő kerék futófelületének törése okozta. A kerék minden darabját megtalálták, amely több nagy darabból állt. A törés okát még nem állapították meg. Külső hatás vagy fáradásos törés a lehetséges magyarázatok. A kerékdarabokat metallurgiai elemzésnek vetik alá, hogy megállapítsák az okot. A törött kerék ellenére a kocsit a vonat több kilométeren keresztül húzta. A többfunkciós állomás váltópontjánál, ahol a vonatok az alagút két csöve között tudnak váltani, a vagon kisiklott, és több mint 20 következő vagonját húzta magával.
Az alagút javítási munkálatai várhatóan kiterjedtek lesznek, és 2023 végéig tartanak. A részben megrongálódott nyugati alagút várhatóan 2024 elejére nyitja meg újra a korlátozott vasúti forgalmat. Addig is a vonatokat a panorámaútvonalra irányítják át. Az alagút meg nem sérült keleti csövében 2023. augusztus 23-tól újraindul a teherforgalom, míg a személyvonatok továbbra is átirányítva közlekednek. Augusztus 16-tól a Svájci Szövetségi Vasutak a Szövetségi Közlekedési Hivatallal közösen vizsgálják annak lehetőségét, hogy a keleti csővezetékben a tervezett teherforgalomhoz hasonlóan egyes személyvonatok egy vágányon közlekedjenek. Vészhelyzet esetén az utasokat a másik alagútcsövön keresztül evakuálnák. Ezt a lehetőséget azonban még vizsgálják.

## Lásd még
- A leghosszabb alagutak listája
- Gotthárd-alagút
- Gotthárd vasúti alagút
- Gotthárd-vasútvonal